# Rodmundur Nielsen
Rodmundur Nielsen (22. august 1966) er en færøsk erhvervsleder og politiker (Fólkaflokkurin).
Hans uddannelse består i folkeskolen. Han er direktør i byggevarekæden P/F Borg, hvor han fra 2011 også er eneejer. Han er også og har været involveret i en række andre virksomheder. Nielsen er formand for erhvervsforeningen Eysturoyar Vinnulívsfelag.
Nielsen var borgmester i Runavíkar kommuna 2000–2006 og formand for Kommunusamskipan Føroya 2005–2006. Han rykkede op fra suppleantplads til fast medlem af Lagtinget, da Anfinn Kallsberg gik af med pension i januar 2011, men blev igen vicemedlem da Annika Olsen gik af som minister i april. Fra 14. november 2011 møder han igen fast i Lagtinget for Annika Olsen, som er minister.